# Marcie
Pour les articles homonymes, voir Marcie (homonymie).
Marcie (en latin Marcia) est une femme noble romaine de la République romaine, et la grand-mère paternelle de Jules César.
Marcie est la fille ou la sœur du consul Quintus Marcius Rex, consul en 118 av. J.-C., et la petite-fille ou fille de Quintus Marcius Rex, qui a fait construire l'aqueduc de l'Aqua Marcia.
Marcie épouse le sénateur romain Caius Julius Caesar et en a au moins trois enfants :
- Sextus Julius Caesar III ;
- Caius Iulius Caesar III, père de Jules César ;
- Julia, femme de Caius Marius.